# Chris Van Dusen
Chris Van Dusen ist ein amerikanischer Drehbuchautor, Filmproduzent und Serienschöpfer. 

## Persönliches
Van Dusen stammt aus Maryland und studierte zunächst an der Emory University in Georgia. 2001 kam er nach Los Angeles, um an der University of Southern California an dem Peter Stark Producing Program teilzunehmen. In Los Angeles hatte er sein Coming-out und lernte 2005 seinen zukünftigen Ehemann in einer Schwulenbar kennen. Sie heirateten 2017 und sind durch Leihmutterschaft Eltern dreier Töchter.

## Karriere
Nach dem Abschluss am Producing Program 2004 wurde Van Dusen Assistent der Produzentin Shonda Rhimes für Grey’s Anatomy, die ab 2005 erschien. Nach drei Jahren begann er auch für sie Drehbücher zu schreiben und zu produzieren, bis 2012 bei Grey’s Anatomy sowie dessen Spin-Off Private Practice und danach bis 2018 bei Scandal. Im Verlauf arbeitete er sich vom Associate Producer zum Executive Producer hoch. 2018 kreierte er als Showrunner und Executive Producer mit Bridgerton bei Netflix seine erste eigene Serie für Shondaland als Teil eines Mehrjahresvertrag mit dem Streamingdienst. Den Posten als Showrunner gab er nach zwei Staffeln ab. Im März 2022 wurde er als Co-Autor und Executive Producer für die Adaption des Romans Am Ende sterben wir sowieso (They Both Die at the End) von Adam Silvera engagiert.

## Filmografie

### Als Drehbuchautor
- 2007: Grey’s Anatomy (Fernsehserie, 1 Episode)
- 2009–2010: Grey’s Anatomy: B-Team (Webserie, 9 Episoden)
- 2009–2010: Seattle Grace: On Call (Webserie, 4 Episoden)
- 2010: Seattle Grace: Message of Hope (Webserie, 4 Episoden)
- 2012–2018: Scandal (Fernsehserie, 13 Episoden)
- seit 2020: Bridgerton (Fernsehserie, Schöpfer; Drehbuch, 2 Episoden)

### Als Produzent
- 2007–2012: Grey’s Anatomy (Associate Producer bis 2011, Co-Producer ab 2010, 111 Episoden)
- 2007–2012: Private Practice (Associate Producer bis 2010, Co-Producer ab 2010, 69 Episoden)
- 2007: Grey’s Anatomy: Every Moment Counts (Fernsehfilm, Associate Producer)
- 2007: Grey’s Anatomy: Come Rain or Shine (Fernsehfilm, Associate Producer)
- 2009–2010: Grey’s Anatomy: B-Team (Producer, 5 Episoden)
- 2009–2010: Seattle Grace: On Call (Producer, 2 Episoden)
- 2010: Seattle Grace: Message of Hope (Producer, 4 Episoden)
- 2012–2018: Scandal (Co-Producer bis 2016, Co-Executive Producer und Supervising Producer ab 2017, 53 Episoden)
- 2016: The Catch (Fernsehserie, Producer 3 Episoden)
- seit 2020: Bridgerton (Showrunner; Executive Producer, 13 Episoden)

## Nominierungen
- Primetime-Emmy-Verleihung 2021: Herausragende Dramaserie
- Producers Guild of America Award 2021: Herausragender Produzent einer Dramaserie